# IMAX Corporation
IMAX Corporation — канадська кінотеатральна компанія, яка розробляє та виробляє камери та проекційні системи IMAX, а також займається розробкою, виробництвом, пост-продакшном та дистрибуцією фільмів для кінотеатрів IMAX по всьому світу. Заснована в Монреалі в 1967 році, має штаб-квартиру в районі Торонто, а також представництва в Нью-Йорку та Лос-Анджелесі.
Станом на грудень 2022 року налічувалося 1 716 кінотеатрів IMAX, розташованих у 87 країнах, з яких 1 633 — у комерційних мультиплексах. Сюди входять такі різновиди IMAX, як IMAX 3D, IMAX Dome та Digital IMAX. Генеральний директор — Річард Гельфонд.

## Історія
IMAX — канадська корпорація зі штаб-квартирою в Міссіссозі, Онтаріо. Компанія була заснована в 1967 році, трьома режисерами — Грем Фергюсон, Роман Кройтор і Роберт Керр. Ідея та нова технологія, яка призвела до народження компанії, з'явилися з багатоекранних фільмів Романа Кройтора, Коліна Лоу та Г'ю О'Коннора. Фільми «У лабіринті» та «Людина і полярні регіони» Фергюсона (над яким співпрацював Роберт Керр) були показані на виставці Expo 1967. З власного досвіду Грем Фергюсон, Роман Кройтор та Роберт Керр зрозуміли, що для створення більшого та складнішого проєкту, ніж ті, що бачили раніше, потрібна нова технологія. В результаті вони звернулися до інженера, на ім'я Вільям Шоу в 1968 році (він навчався в Колегіальному інституті Галта в Галті, Онтаріо, нині Кембридж, разом з Фергюсоном і Керром), щоб той допоміг їм розробити цю технологію. Шоу створив новий проектор, який дозволяв створювати фільми виняткової якості та вдесятеро більші за звичайні 35-міліметрові кадри. Першим фільмом корпорації IMAX, створеним за цією новою технологією, був Тигреня, який демонструвався на виставці Expo '70 в Осаці, Японія. Саме через можливість перегляду на кількох екранах Ґрем Ферґюсон, Роман Кройтор і Роберт Керр захотіли створити кінотеатр із гігантськими екранами, об'ємним звуком і стадіонними місцями для сидіння.